# Tyrrenuggla
Tyrrenuggla (Athene angelis) är en förhistorisk utdöd fågel i familjen ugglor inom ordningen ugglefåglar. Fågeln beskrevs 1997 utifrån subfossila lämningar funna på Korsika.